# Sociale academie
De sociale academie is in Nederland de vroegere benaming voor een hogere beroepsopleiding in de sociale sector.
Sociale academies zijn voortgekomen uit de scholen voor maatschappelijk werk. De eerste school voor maatschappelijk werk in Nederland was de Opleidingsinrichting voor Socialen Arbeid in Amsterdam, die in 1899 werd opgericht door Marie Muller-Lulofs, Hélène Mercier en Arnold Kerdijk.
Na de Tweede Wereldoorlog ontstonden uit de scholen voor maatschappelijk werk de sociale academies, die breder van opzet waren.
Naast de opleiding voor maatschappelijk werk kenden de sociale academies ook studierichtingen voor sociaal-cultureel werk, opbouwwerk, personeelswerk en kinderbescherming of inrichtingswerk. De theorievorming en de gebruikte methodieken werden deels ontleend aan de ontwikkelingen in Amerika. Op de opleidingen werden methodieken als het social casework (individuele hulpverlening), social groupwork (groepswerk) en community organization (samenlevingsopbouw) geïntroduceerd. Onder invloed van de theorieën van Herman Milikowski (Lof der onaangepastheid), Saul Alinsky (Dat hoef je niet te nemen!) en Paulo Freire (Pedagogie van de onderdrukten) kregen methodieken als sociale actie, emancipatie gericht werken en activerend vormingswerk ruim aandacht op de sociale academies.
Aan het einde van de twintigste eeuw fuseerden de sociale academies met andere vormen van hoger beroepsonderwijs tot de huidige hogescholen. De opleidingen die vroeger aan de sociale academies werden gegeven werden ondergebracht in afdelingen als Sociaal-Pedagogische Hulpverlening (SPH), Culturele en Maatschappelijke Vorming (CMV), Maatschappelijk Werk en Dienstverlening (MWD) en Personeel en Arbeid (P&A).
Inmiddels worden op diverse hogescholen deze opleidingen weer gebundeld in zogenoemde academies voor sociale studies.